# Eishockey in Finnland
| Eishockey in Finnland    | Eishockey in Finnland |
| ------------------------ | --- |
| Logo                     | |
| Verband:                 | Suomen Jääkiekkoliitto |
| Spielende gesamt:        | 66.078 (Stand: 2025) |
| Medaillengewinne Männer: | |
| WM:                      | 4 × Gold, 5 × Silber, 3 × Bronze |
| Olympia:                 | 1 × Gold, 2 × Silber, 2 × Bronze |
| Medaillengewinne Frauen: | |
| WM:                      | 1 × Silber, 7 × Bronze |
| Olympia:                 | 1 × Bronze |
| Ligensystem              | |
| Männer                   | Liiga / Mestis / Suomi-sarja |
| Frauen                   | Auroraliiga / Naisten Mestis / Naisten Suomi-sarja                                                                                  |
| Junioren                 | U20 SM-sarja / U20 Mestis / U20 Suomi-sarja U18 SM-sarja / U18 Mestis / U18 Suomi-sarja U16 SM-sarja / U16 Mestis / U16 Suomi-sarja |

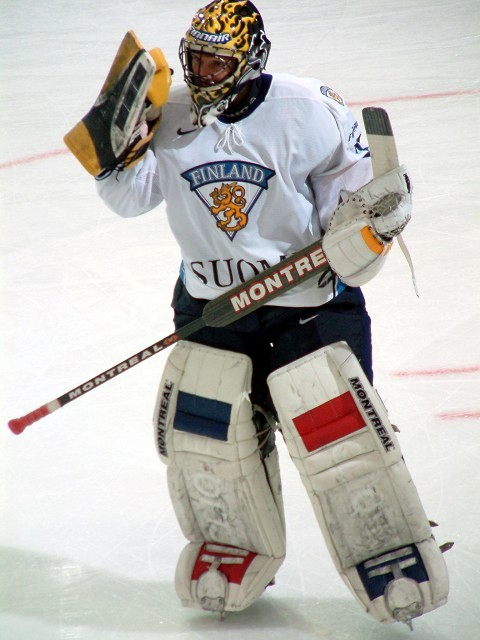
Der finnische Nationaltorwart Niklas Bäckström bei der WM 2005

Eishockey gilt als die beliebteste Sportart Finnlands. In dem nordeuropäischen Land spielen 1,2 Prozent der Gesamtbevölkerung (ca. 66.000) Eishockey, nur in Kanada ist diese Quote mit 1,76 Prozent höher. Im Vergleich dazu betreiben in Deutschland nur 0,04 Prozent der Bevölkerung den Sport, in der Schweiz und Österreich liegt die Quote bei 0,35 bzw. 0,1 Prozent.
Organisiert wird der Eishockeysport auf nationaler Ebene vom finnischen Eishockeyverband Suomen Jääkiekkoliitto.

## Geschichte
Mit der Verbreitung des in Kanada entstandenen Eishockeysports in Europa gegen Ende des 19. Jahrhunderts fanden vor allem die nordischen Länder Schweden und Finnland in diesem Spiel eine neue Nationalsportart, da unter anderem die Bedingungen in diesen Ländern für das damals noch unter freiem Himmel ausgetragenen Eishockey optimal waren. So konnte in einigen Teilen Finnlands das ganze Jahr über Eishockey gespielt werden, ein entscheidender Vorteil gegenüber den übrigen europäischen Ländern.
Mit der SM-sarja wurde 1928 die erste landesweite Eishockeyliga gegründet, Meister im Premierenjahr wurden die Viipurin Reipas, einem der ältesten Eishockeyvereine Finnlands, der auch heute noch unter dem Namen Pelicans in der SM-liiga spielt, die 1975 als erste Profiliga gegründet wurde und die Sarja als höchste Spielklasse ablöste.
Die finnische Eishockeynationalmannschaft, die im Heimatland Leijonat genannt wird, bestritt im Januar 1928 ihr erstes Länderspiel gegen den Nachbarn Schweden und hatte bei der Eishockey-Europameisterschaft 1929 ihren ersten internationalen Auftritt, der größte Erfolg war bisher der Gewinn der WM 1995. In der aktuellen IIHF-Weltrangliste wird das finnische Team auf dem vierten Platz geführt. Die Frauennationalmannschaft gilt als „ewiger“ Bronzemedaillengewinner bei großen internationalen Turnieren und als drittbestes Eishockeyteam der Welt, hinter Kanada und den USA.
Auch fanden auf finnischen Boden schon mehrere internationale Turniere statt, hierbei sind vor allem die Eishockey-Weltmeisterschaften 1965 in Tampere, 1974 in Helsinki, 1991 und 1997 zusätzlich in Turku sowie die WM 2003, die in mehreren finnischen Städten ausgetragen wurde, zu nennen. Am 11. Mai 2007 setzten sich die finnischen Städte Helsinki und Turku auf der Jahrestagung des Eishockey-Weltverbandes IIHF in Moskau bei der Abstimmung zur Vergabe der WM 2012 mit 64 zu 35 Stimmen deutlich gegen die schwedischen Städte Stockholm und Malmö durch.
Doch auch außerhalb dieser WM-Austragungsstädte gilt Eishockey als der populärste Sport, so besitzt der Sport des Weiteren vor allem in Lahti, Oulu und Espoo, Städte, in denen weitere erfolgreiche Eishockeyclubs beheimatet sind, einen sehr hohen Stellenwert.

## Organisation

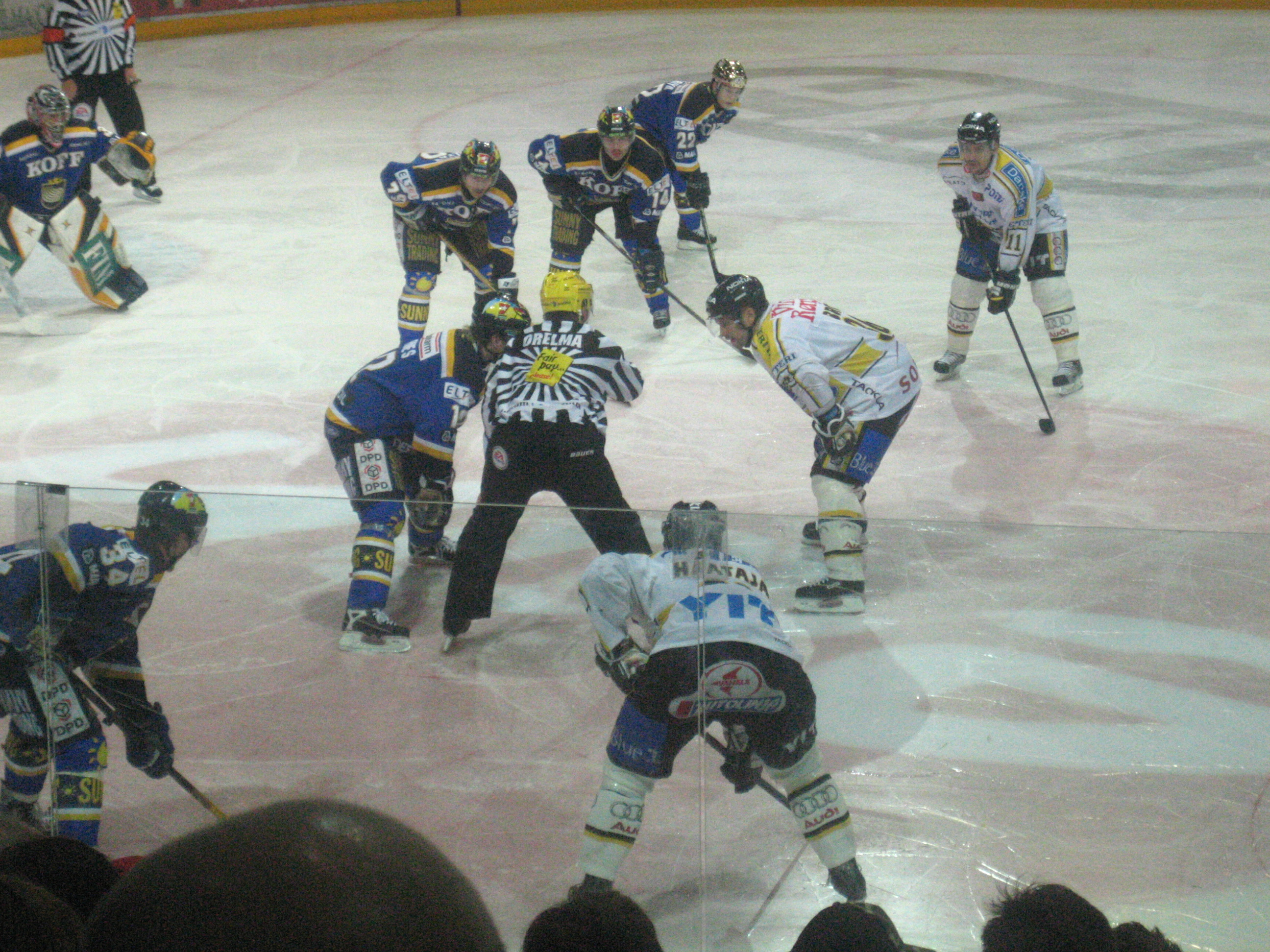
Play-off-Begegnung der Espoo Blues gegen Oulun Kärpät in der Saison 2005/06

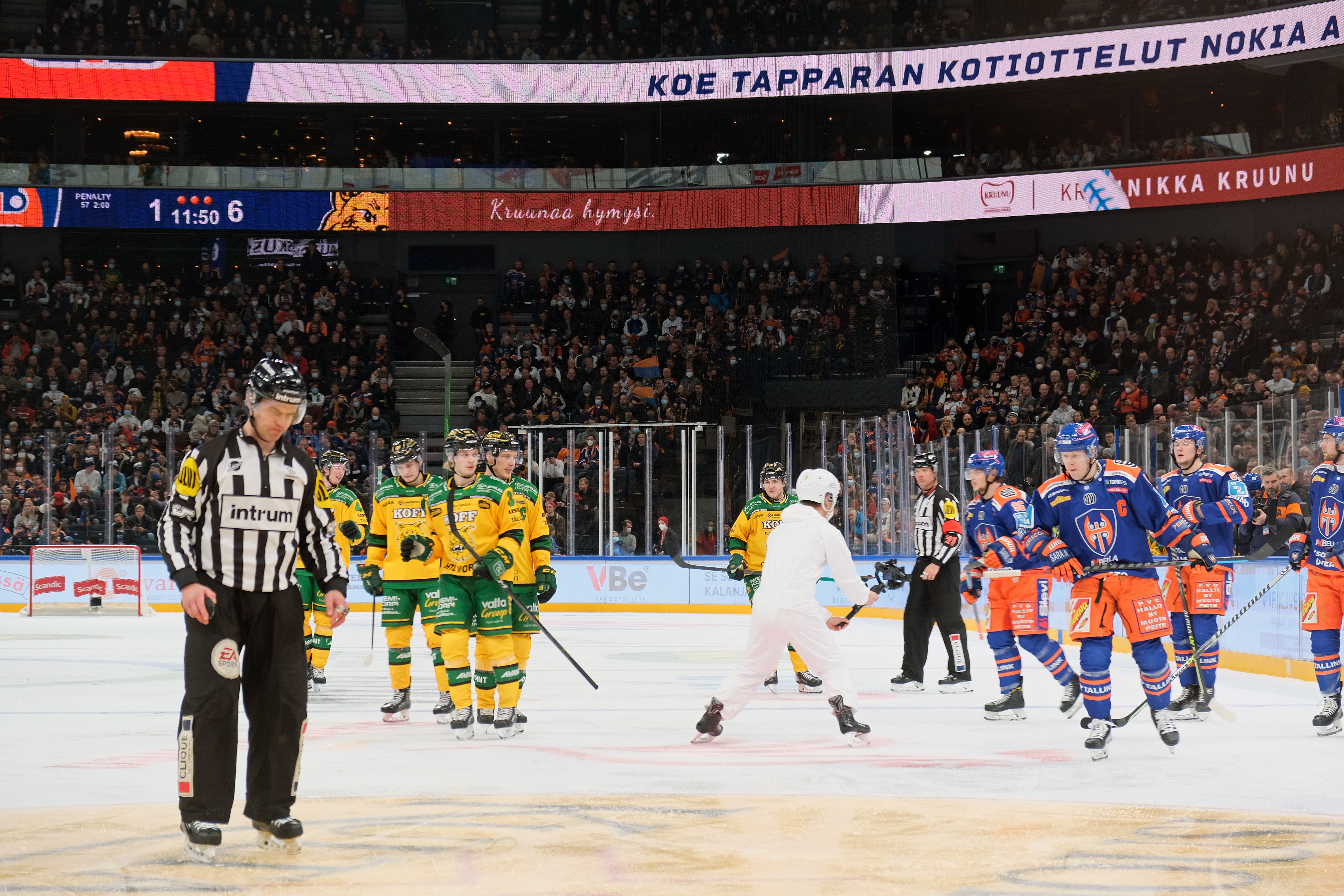
Spiel zwischen Ilves und Tappara in der Nokia-areena in Tampere, Finnland

Der Dachverband Suomen Jääkiekkoliitto organisiert heute neben den beiden Profiligen (SM-)Liiga und Mestis auch zahlreiche tiefklassigere Ligen, in denen insgesamt über 120.000 Amateure aktiv sind.
Die SM-liiga war ab dem Jahr 2000 eine geschlossene Spielklasse, so dass kein Team ohne die Einwilligung des Liga-Ausschusses in eine niedrigere Liga absteigen oder von einer niedrigeren Liga aufsteigen konnte. Um diese Einwilligung zu erlangen, gilt es, besondere Kriterien, wie z. B. die Erfüllung der Liga-Standards für Stadien, zu erreichen. Entgegen dem allgemein vorherrschenden Trend in Europa, die höchsten Eishockeyligen nach nordamerikanischem Vorbild zu schließen, wurde die Liiga 2009 wieder geöffnet, damit die höchste sportlich zu erreichende Eishockeyliga Finnlands auch gleichzeitig die höchste Spielklasse des Landes ist.

## Finnische Spieler in Nordamerika
Aufgrund der hohen Qualität und des durch die breite Basis perfekt organisierten finnischen Eishockeys wurde auch die National Hockey League schnell aufmerksam auf die finnischen Starspieler, die seit den 1980er Jahren verstärkt von Teams aus der besten Profiliga der Welt verpflichtet wurden. Zu diesen in Nordamerika erfolgreichen Spielern gehören u. a.:
- Valtteri Filppula
- Niklas Hagman
- Raimo Helminen – 117 NHL-Einsätze für die New York Rangers und die New York Islanders
- Jussi Jokinen
- Olli Jokinen
- Jere Karalahti – 349 NHL-Einsätze für die Los Angeles Kings und die Nashville Predators
- Miikka Kiprusoff – aktueller Torhüter der Calgary Flames
- Mikko Koivu
- Saku Koivu
- Jari Kurri – 1251 NHL-Einsätze, u. a. für die Edmonton Oilers und die Los Angeles Kings
- Jere Lehtinen – 875 NHL-Einsätze für die Dallas Stars
- Toni Lydman
- Mikko Mäkelä – 423 NHL-Einsätze für die New York Islanders, die Los Angeles Kings und die Boston Bruins

- Antti Miettinen

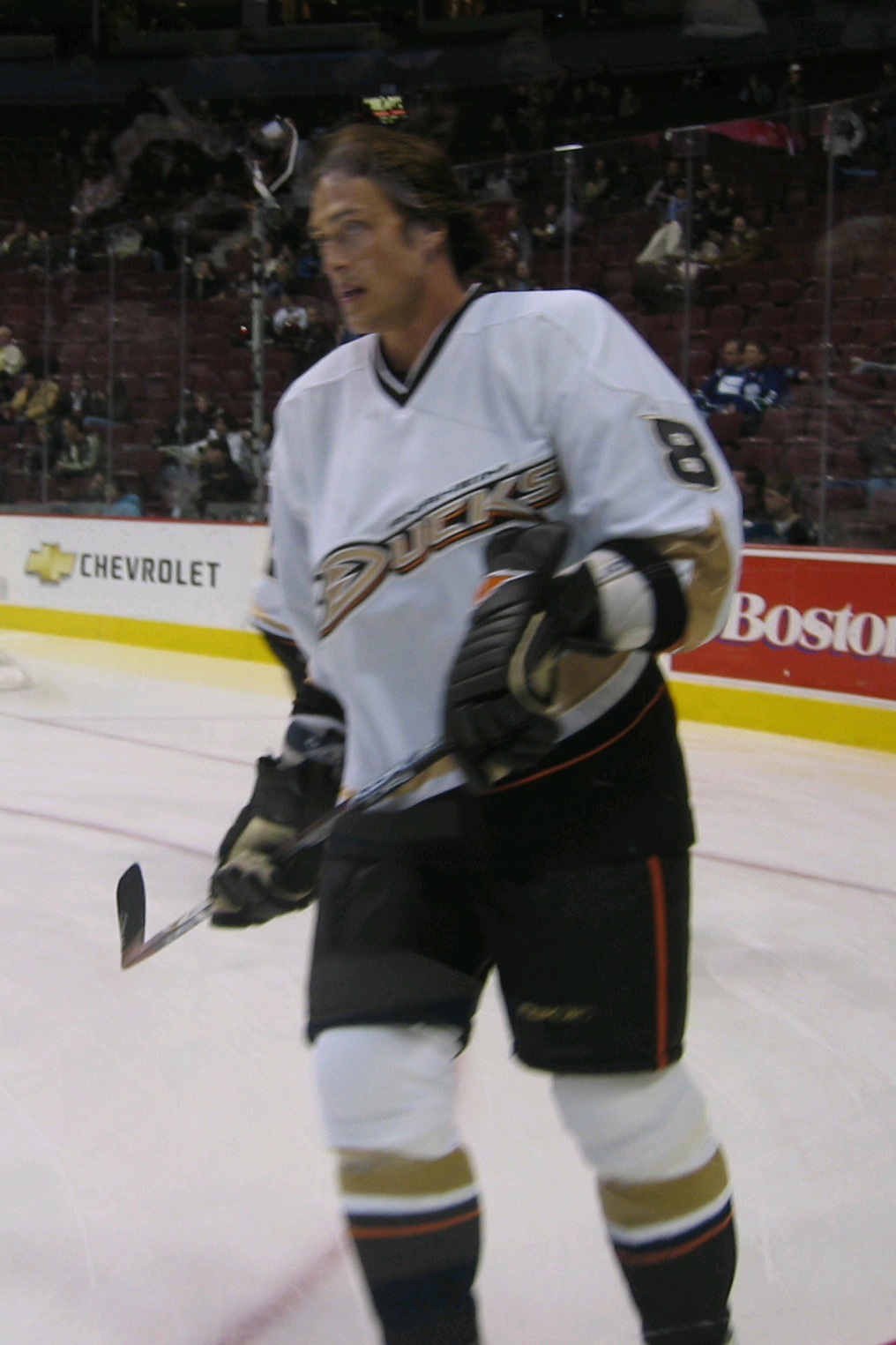
Teemu Selänne

- Teppo Numminen – von 1988 bis 2009 in der NHL für die Winnipeg Jets, Phoenix Coyotes, Dallas Stars und Buffalo Sabres.
- Ville Peltonen – 175 NHL-Einsätze für die San Jose Sharks und die Nashville Predators
- Reijo Ruotsalainen – 446 NHL-Einsätze für die New York Rangers und die Edmonton Oilers
- Jarkko Ruutu
- Tuomo Ruutu
- Sami Salo – 526 NHL-Einsätze meist für die New York Islanders und Vancouver Canucks
- Teemu Selänne – 1451 NHL-Einsätze meist für die Anaheim Ducks
- Esa Tikkanen – 877 NHL-Einsätze, u. a. für die Edmonton Oilers, die New York Rangers und die Vancouver Canucks
- Kimmo Timonen
- Vesa Toskala – 260 NHL-Einsätze für die San Jose Sharks, Toronto Maple Leafs und die Calgary Flames
- Ossi Väänänen – 479 NHL-Einsätze u. a. für die Phoenix Coyotes und die Colorado Avalanche